# Сьятка, Робер
Робер Сьятка (фр. Robert Siatka; род. 20 июня 1934, Ле-Мартине, Франция) — французский футболист, защитник. Участник чемпионата Европы 1960.

## Биография

### Клубная карьера
Начинал профессиональную карьеру в 1952 году, отыграв сезон за клуб «Олимпик Алес» во французском Дивизионе 2. В 1953 году перешёл в клуб высшей лиги «Реймс». В первый сезон в новом клубе сыграл лишь 6 матчей, но позже стал одним из основных игроков клуба. В сезоне 1954/55 в первый раз выиграл чемпионат Франции, а в дальнейшем становился чемпионом страны ещё три раза. В сезоне 1955/56 вместе с клубом был участником первого розыгрыша Кубка европейских чемпионов, в котором дошёл до финальной встречи, в которой «Реймс» уступил испанскому клубу «Реал Мадрид» со счётом 3:4.
В начале сезона 1963/64 Сьятка стал игроком клуба «Нант». В его составе он провёл два сезона и стал чемпионом страны в сезоне 1964/65. В 1965 году он перешёл в клуб Дивизиона 2 «Олимпик Авиньон», где с 1968 года также выполнял функции главного тренера. С 1969 играл за любительский клуб «Бурж». После выхода команды в Дивизион 2 в 1970 году, также совмещал игровую карьеру с должностью тренера команды. Завершил карьеру игрока в 1972 году. В 1973 Сьятка вернулся в «Бурж» и ещё около года являлся главным тренером команды.
Всего сыграл 307 матчей и забил 18 голов в высшем дивизионе.

### Карьера в сборной
В 1960 году игрок был включён в заявку сборной Франции на первый чемпионат Европы по футболу. На турнире Сьятка принял участие в игре за третье место против сборной Чехословакии, в которой Франция уступила со счётом 0:2.
Этот матч стал единственным для игрока в составе национальной сборной.
В 1957 году стал чемпионом мира среди военнослужащих.

## Достижения
«Реймс»
- Чемпион Франции:  1954/1955, 1957/1958, 1959/1960, 1961/1962
- Обладатель Кубка Франции: 1957/1958
- Обладатель Суперкубка Франции: 1958, 1960
- Финалист Кубка европейских чемпионов: 1955/56
- Финалист Латинского кубка: 1955

«Нант»
- Чемпион Франции: 1964/1965